# 리 보먼

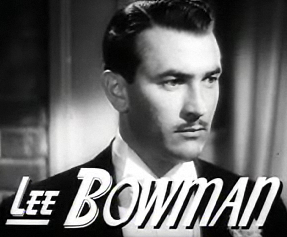

리 보먼(Lee Bowman, 1914년 12월 28일 ~ 1979년 12월 25일)은 미국의 배우, 텔레비전 배우, 영화배우이다.
신시내티에서 태어났으며 브렌트우드 (로스앤젤레스)에서 사망하였다. 사인은 심근 경색이다.

## 영화
- 하우스 바이 더 리버 (1950년)
- 마이 드림 이즈 유어스 (1949년)
- 스튜디오 원 (1948년)
- 스매쉬업 (1947년)
- 쉬 우든트 세이 예스 (1945년) - 마이클 켄트 역
- 투나잇 앤 에브리 나잇 (1945년)
- 커버걸 (1944년)
- 바탄 (1943년)
- 벅 프라이빗 (1941년)
- 고 웨스트 (1940년)
- 러브 어페어 (1939년) - 케네스 브래드리 역
- 위대한 빅터 허버트 (1939년)